# Мілан Божич
Мілан Божич (англ. Milan Božić, нар. 23 січня 1982, Торонто) — канадський футболіст сербського походження, що виступає на позиції півзахисника. Має також сербське громадянство. Відомий за виступами за низку сербських клубів. В Україні відомий насамперед виступами за луцький футбольний клуб «Волинь».

## Клубна кар'єра
Мілан Божич розпочав свою футбольну кар'єру в клубах своєї історичної батьківщини — Сербії, дебютувавши в сезоні 2001—2002 років за белградську «Звездару», яка у цьому сезоні дебютувала у найвищому дивізіоні ще чемпіонату Сербії і Чорногорії. Наступні три сезони канадський серб виступав за інший белградський клуб найвищого дивізіону — «Хайдук». У 2005 році Мілан Божич отримав запрошення від українського клубу «Волинь», та став першим канадцем в українській футбольній першості. Але у «Волині» Божич зіграв лише два матчі у чемпіонаті України проти донецького «Металурга» та київського «Динамо» та один матч у Кубку України проти дніпродзержинської «Сталі», та покинув клуб. Незабаром через своїх агентів футболіст написав скаргу на луцький клуб у ФІФА, в результаті якої дисциплінарний комітет ФІФА присудив «Волині» виплатити суму в сім раз більшу, ніж зазначена у контракті гравця сума, окрім цього, клубу присудили штраф у 32 тисячі євро та зняли три очки у турнірній таблиці чемпіонату України.
Після скандалу з українським клубом Мілан Божич повернувся до Сербії, де розпочав виступи за місцевий клуб «Інджія». У цьому клубі канадський серб провів один сезон, а у наступному сезоні грав за белградський клуб «Железнічар». У белградському клубі Божич грав лише неповний сезон, а решту сезону догравав у клубі «Колубара». Сезон 2008—2009 року Мілан Божич грав у команді з сусідньої Боснії і Герцеговини «Леотар». За рік футболіст повернувся до Сербії, де грав за клуб «Белград» із столиці країни. З 2012 року Божич грав за клуб «Булбудерац», який пізніше повернув свою історичну назву — «Звездара».